# Masatoši Košiba
Masatoši Košiba (japonsko 小柴 昌俊, hepburn Masatoshi Koshiba), japonski fizik, * 19. september 1926, Tojohaši, Japonska, † 12. november 2020, Tokio.
Košiba je leta 2002 prejel Nobelovo nagrado za fiziko za pionirske prispevke k astrofiziki, še posebej za odkritje kozmičnih nevtrinov«.